# Íñigo Errejón Galván
Íñigo Errejón Galván (Madrid, 14 de desembre de 1983) és doctor i investigador en Ciència Política a la Universitat Complutense de Madrid i membre del consell executiu de la Fundació CEPS.
Ha editat el llibre ¡Ahora es cuando, carajo! Del asalto a la transformación del estado en Bolivia (2011) juntament amb Alfredo Serrano. És també membre del consell editorial de la revista d'anàlisi política Viento Sur. El 2014 va ser el director de campanya del partit polític Podemos en les eleccions al Parlament Europeu de 2014. El 2015 va publicar el llibre Construir pueblo, juntament amb Chantal Mouffe.

## Biografia

### Orígens familiars i adolescència
Iñigo Errejón és fill de José Antonio Errejón Villacieros, funcionari de carrera i de càrrec alt de l'Administració General de l'Estat que durant la Transició va militar en el Partido del Trabajo de España, i posteriorment va ser un dels signants del Manifiesto de Tenerife, que va marcar el naixement de Los Verdes a Espanya, i va formar part de la Izquierda Anticapitalista.
Iñigo Errejón va ser escolta durant la seva adolescència.

### Carrera i doctorat
Va estudiar Ciències Polítiques a la Universitat Complutense de Madrid (UCM), on va obtenir la llicenciatura el 2006. Durant la seva etapa universitària es va vincular a diversos moviments d'esquerra amb els quals va participar a Praga (setembre de 2000, amb motiu de l'assemblea anual de la junta de governants del FMI i del BM), en les protestes antiglobalització de Gènova (juliol de 2001, contra la reunió del G8, en les quals va morir l'activista anti-globalització Carlo Giuliani), a Escòcia (juliol de 2005, contra una nova reunió del G8), les mobilitzacions en contra de la guerra de l'Iraq o les manifestacions del 13 de març de 2004 davant les seus del Partit Popular a Madrid després dels atemptats de l'11M.
El 2006 va ser un dels fundadors de l'associació estudiantil Contrapoder, un col·lectiu d'esquerres, anticapitalista i internacionalista que va organitzar actes de rebuig a la presència de Rosa Díez a la UCM i va invitar a Evo Morales a impartir una conferència a la Facultat de Ciències Polítiques.
El 2012 va obtenir el doctorat sota la direcció de Heriberto Cairo Carou amb la tesi La lucha por la hegemonía durante el primer gobierno del MAS en Bolivia (2006-2009): un anàlisis discursivo.
Durant aquesta època va aprendre a parlar català.

### Podemos
El 2014 Pablo Iglesias el va proposar com a cap de campanya de Podemos en les eleccions al Parlament Europeu de 2014. La campanya fou un èxit, i el nou partit va obtenir 1.245.948 vots.
Errejón va esdevenir un dels líders més mediàtics del nou partit i va participar en tertúlies televisives com ara La Sexta Noche.
El 15 de novembre el van elegir com un dels 11 membres del consell de coordinació de Podemos, va ser l'encarregat de la secretaria política.

### Controvèrsia pel seu contracte a la Universitat de Málaga
El 17 de novembre, el diari El Mundo va publicar en un article el contracte que tenia Errejón des de març amb la Universitat de Málaga (UMA). El projecte La vivienda en Andalucía. Diagnóstico, análisis y propuestas de políticas públicas para la desmercantilización de la vivienda estava dirigit per Alberto Montero, professor d'Economia Aplicada a l'UMA. El llavors també dirigent de Podemos i vicepresident de la Fundación CEPS, de la qual Errejón és vocal. Errejón havia estat l'únic candidat en presentar-se al lloc d'investigació. El contracte establia una jornada de 40 hores i un salari brut de 1.825 euros mensuals.
Segons el diari, Errejón «tot just dedicaria temps» al treball. Per contra, Errejón va afirmar que el seu contacte es va renovar de manera regular cada tres mesos, precisament perquè complia les tasques assignades pel grup d'investigació de l'UMA. El mateix diari va apuntar que la Llei d'incompatibilitats del personal al servei de les administracions públiques espanyola li impedia compatibilitzar treballs remunerats de Podemos i rebre un salari com investigador contractat de la Universitat de Málaga. Però el cap del projecte va declarar més tard que Errejón comptava amb permisos per treballar des de Madrid; i la rectora de la UMA, Adelaida de la Calle, va sostenir que el contracte d'Errejón era un procediment «completament regulat» per llei.
Després d'unes declaracions de Susana Díaz, secretària general del PSOE-A i presidenta de la Junta de Andalucía, en les quals va plantejar mesures a prendre, la UMA va obrir un expedient informatiu per a avaluar si Errejón havia incomplert les condicions del contracte. L'obertura del procediment es va comunicar a Errejón i a Alberto Montero.
El 4 de desembre, la rectora de l'UMA, Adelaida de la Calle, va decidir la suspensió cautelar de la seva ocupació i sou d'Errejón. Des de Podemos es va considerar el cas com una «campanya de difamació» contra Errejón per tractar-se d'una de les cares més visibles del partit, actual força emergent. El portaveu de Relacions amb la Societat Civil i els Moviments Socials, Rafael Mayoral, va insinuar que les pressions de la Junta de Andalucía podrien haver influït en la resolució contra Errejón. La consellera de Fomento de la Junta d'Andalusia, Elena Cortés, d'Izquierda Unida, va exigir a Mayoral que demostrés aquelles suposades ingerències.
El març de 2016 la UMA l'inhabilità com a investigador per incomplir el contracte per la recerca que s'havia compromès a realitzar i per no haver sol·licitat la compatibilitat amb altres activitats.

### Eleccions autonòmiques de 2015
Errejón ha estat director de campanya de Podemos a les Eleccions al Parlament d'Andalusia de 22 de març de 2015, en les quals el partit va obtenir 15 escons. Aquest darrer mes va participar també com a ponent al fòrum internacional Emancipación e Igualdad, que es va celebrar a Buenos Aires.
Fou confirmat com a director de campanya a les eleccions autonòmiques previstes per al 24 de maig del 2015.

### Més Madrid, Més País,
El gener de 2019, Íñigo Errejón, fins llavors cap de llista temptatiu de Podem de cara a les eleccions a l'Assemblea de Madrid de 2019 va anunciar en una carta conjunta amb Carmena la seva intenció de presentar-se com a candidat per a aquestes eleccions dins de la plataforma de Més Madrid, anunciant-se en la missiva la intenció de celebració de primàries per a febrer. Podem va decidir competir amb la nova formació en lloc de convergir. Carmena va perdre un dels seus 20 regidors i no sumar majoria amb el PSOE. Això va fer que perdés l'alcaldia de la ciutat. A les eleccions autonòmiques, tot i obtenir 20 diputats, no va poder impedir que Isabel Díaz Ayuso del Partit Popular esdevingués presidenta de la comunitat amb el suport de Ciutadans i Vox.
Errejon impulsà la plataforma Més País a partir de Més Madrid amb l'objectiu de concórrer a les eleccions generals espanyoles del 10 de novembre de 2019. La plataforma va ser anunciada el 22 de setembre de 2019 i va ser presentada formalment el 25 de setembr, i aspirava a repetir el moviment amb què uns mesos enrere havia pres l'hegemonia de l'esquerra a Unidas Podemos a Madrid i pretenia captar votant desencantat d'Unidas Podemos, de l'abstenció i també del PSOE. El partit va tancar aliances amb com Compromís, Equo i la Chunta Aragonesista. però les ambicioses expectatives van quedar frustrades aconseguint només dos escons (un per a Errejón, i Inés Sabanés de Verdes Equo) i un altre per a Compromís.
Errejón va començar un procés de construcció d'un partit estatal, que es va solapar amb el desplegament polític del Moviment Sumar des que Yolanda Díaz va heretar de Pablo Iglesias el lideratge de l'espai polític i va començar el seu camí polític, participant en la coalició Sumar que es va formar per a les eleccions generals espanyoles de 2023, i finalment s'integra en el Moviment Sumar en 2024, fins que va dimitir el 24 d'octubre de 2024 com a diputat al Congrés i abandona la política en ser acusat de violència masclista.